# Estornell collnegre
L'estornell collnegre (Gracupica nigricollis) és un ocell de la família dels estúrnids (Sturnidae). Es troba al sud-est asiàtic. Els seus hàbitats són els herbassars i boscos tropicals i subtropicals de frondoses secs, les terres llaurades i els jardins rurals. El seu estat de conservació es considera de risc mínim.